# 小行星7228
小行星7228（英語：7228 MacGillivray）是一颗围绕太阳公转的小行星。1985年4月15日，愛德華·鮑威爾在可可尼诺县发现了此天体。
这颗小行星的绝对星等为123.96528等。